# اقتصاد بيئي
الاقتصاد البيئي هو حقل ثانوي من علم الاقتصاد ويعني بدراسة القضايا البيئية. وبالنقل عن برنامج الاقتصاد البيئي للمكتب الوطني للبحوث الاقتصادية فإن:
«يختص الاقتصاد البيئي بالدراسات النظرية أو التجريبية للآثار الاقتصادية للسياسات البيئية الوطنية والمحلية في جميع أنحاء العالم. وتشمل القضايا الخاصة تكاليف وفوائد السياسات البيئية البديلة لمعالجة تلوث الهواء ونوعية المياه، والمواد السامة، والنفايات الصلبة، والاحترار العالمي.»

## الموضوعات والمفاهيم
إن محور الاقتصاد البيئي هو مفهوم فشل السوق. فشل السوق يعني عدم قدرة الأسواق على تخصيص الموارد بكفاءة. وكما ذكر هانلي، شروجان وايت في كتابه الاقتصاد البيئي (2007): «يحدث فشل الأسواق عندما يفشل السوق في توزيع الموارد المحدودة من أجل إدرار أكبر قدر من الرفاهية الاجتماعية. هناك فارق بين ما يفعله الشخص العادي في ظل أسعار السوق وبين ما قد يرغب المجتمع له أو لها أن تفعل لحماية البيئة. وهذا الفارق يعني تبديد الموارد أو انعدام الكفاءة الاقتصادية، وعليه فإن إعادة تخطيط توزيع الموارد يمكنه جعل شخص واحد على الأقل أفضل حالًا من دون أن يتضرر أي شخص آخر». وتتضمن الأشكال العامة لفشل الأسواق: تأثير العوامل الخارجية على غير المساهمين، وعدم الاستبعاد وعدم المنافسة.

### العوامل الخارجية
فكرتها هي تأثر أفراد غير معنيين وغير محسوبين في سعر السوق بالقرارات أو الاختيارات التي تأخذها أطراف أخرى. فمثلًا، الشركات التي تبث من حولها الملوثات لا تقوم عادة بحساب تكلفة هذا التلوث التي تفرضها على الآخرين. ويعرف لنا كينيث ارو (1969) العوامل الخارجية بأنها: «الحالة التي يفتقر فيها الاقتصاد الخاص إلى ما يكفي من الحوافز لخلق سوقٍ جيدة لسلعة ما، في حين أن عدم وجود هذه السوق يؤدي إلى انعدام الكفاءة.» وبعبارة اقتصادية بحتة، تعد هذه العوامل الخارجية واحدة من أمثلة فشل الأسواق حيث تخفق السوق الحرة في التوصل لنتائج فعالة.

### الملكية العامة
الملكية العامة وعدم الاستبعاد: عندما يكون من المكلف للغاية استبعاد الناس من الوصول إلى أحد الموارد البيئية التنافسية (المحدودة)، يكون تخصيص الأسواق غالبًا غير فعال. إن التحديات المرتبطة بالملكية المشتركة وعدم الاستبعاد معترف بها منذ وقت طويل. مفهوم هاردن (1968) لـ (مأساة الموارد العامة) يبين التحديات التي ينطوي عليها عدم الاستبعاد، والملكية المشتركة.

### السلع العامة وانعدام المنافسة
السلع العامة هي نوع آخر من إخفاق الأسواق، حيث لا يحصل سعر السوق على الفوائد الاجتماعية من سلعته أو الخدمة المقدمة. على سبيل المثال، الحماية من مخاطر تغير المناخ هو سلعة (خدمة) عامة لأن توفيرها غير تنافسي وغير قاصر. غير تنافسي: حيث أن وسائل الحماية ضد التغيرات المناخية لبلد ما لا تقلل من مستوى الحماية لبلد آخر؛ وغير قاصر: حيث أنه لا يمكن استبعاد أحد مواطني هذه البلد من التمتع بهذه الخدمة لأن استبعاده ذلك مكلف جدًا. من الممكن أن يتقلص حافز بلد ما من الاستثمار في الحد من الكربون والحد من التلوث لأنها تستطيع ببساطة الاستفادة من استثمارات غيرها من البلدان مجانًا (لأن هذه السلعة/الخدمة غير قاصرة). ولقد بين للمرة الأولى الخبير الاقتصادي السويدي نوت ويسكل قبل أكثر من قرن كيف يمكن أن يقل توفر المنافع العامة بالسوق لان الناس قد تخفي تفضيلهم لها، وهم ما زالوا يتمتعون بفوائدها دون مقابل.

### التقييم
أن تقدير القيمة الاقتصادية للبيئة هو أحد أهم محاور حقل الاقتصاد البيئي. فالاستخدام المباشر وغير المباشر للموارد الطبيعية وخدمات النظم البيئية هو فوائد ملموسة. أما قيمة عدم الاستخدام فتشمل وجود المورد، والاختيار الذي يوفره هذا الوجود، والقيم المورثة. ويطلق على هذه مصطلح «القيم الأصيلة» في «فلسفة البيئة». فنجد مثلًا أن البعض قد يحترم قيمة وجود عدد كبير من أنواع الكائنات بغض النظر عن التأثير المحتمل لفقدها على خدمات النظم البيئية. قد يكون لوجود تلك الأنواع قيمة إتاحة الاختيار، كأن تكون هناك إمكانية لاستخدامها في أغراض بشرية (كما تجرى الأبحاث على النباتات لاستخراج العقاقير والأدوية). أيضًا، قد يحرص بعض الأفراد على ترك بيئة صحية لأطفالهم.

## معرض صور

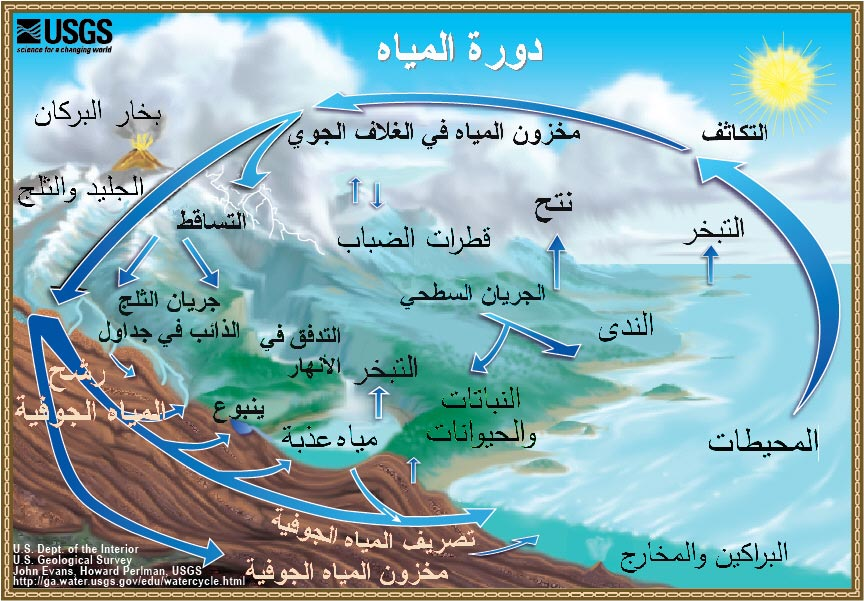
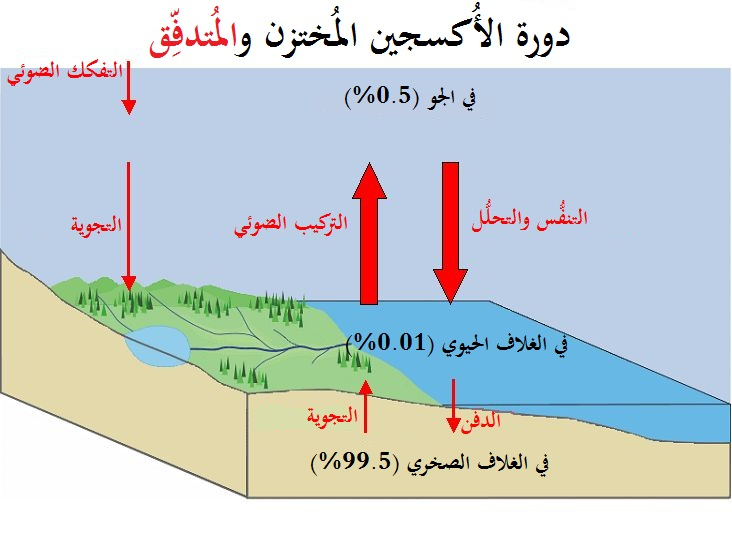